# Šandor
Šandor (srp.: Александрово, mađ. Sándor, nje. Schandort) je nekadašnje selo u Bačkoj, a danas je dijelom grada Subotice, u autonomnoj pokrajini Vojvodini, Srbija. 

## Zemljopisni položaj
Šandor se nalazi južno od Subotice (u užem smislu), na 46° 4' 13" sjeverne zemljopisne širine i 19° 41' 2" istočne zemljopisne dužine.

## Ime
Hrvati i Mađari nazivaju ovo naselje imenom Šandor, dok ga Srbi nazivaju imenom Aleksandrovo.

Na hrvatskom jeziku se za stanovnika Šandora kaže Šandorčanin.

## Povijest
Na ovoj lokaciji su nađeni tragovi naselja iz brončanog doba, vremena nazočnosti Sarmata i vrlo značajni srednjovjekovni nalazi, a i na plan sela Šandora iz 1791. se nalazi ucrtana ruševina crkve.
Odlukom Magistrata od 4. siječnja 1782. je određeno naseljavanja atara Šandora, u predjelima južno od Palićkog jezera i sjeverni dio verušićke pustare.
Subotičko Gradsko vijeće je nešto kasnije, odlučilo potaknuti naseljavanje na tom području, tako da je 22. prosinca 1786. dalo riječ svim budućim naseljenicima da će ih osloboditi plaćanja svih daća u razdoblju od tri godine nakon što se nasele ondje. Pored te porezne olakšice, Gradsko vijeće je obećalo i mjere potpore u vidu materijalnih dobara potrebnih za poljodjelstvo, stanogradnju te za izgradnju gospodarskih objekata (gostionice i mesare). 

1804. Šandor dobiva status sela.
Radi ubrzanja kolonizacije budućeg naselja Šandora, Gradsko vijeće je obećalo da će svi oni koji se tamo nasele biti oslobođeni svih dažbina tri godine. Bit će im također osigurana potrebna količina sjemena i trske za pokrivanje kuća, te materijal za gradnju seoske gostionice i mesare. Šandor je selom proglašen 1804. godine.
Selo je bilo samostalno naselje do 1910. godine.
Ovo selo pamti i djela velike ljudskosti u vremena ratnih osveta.

1945., kad su jugoslavenske vlasti istjerivale Nijemce i slale ih u logore, većina šandorskih Hrvata (i tek poneki Srbi) su stali protiv neljudskosti čina, usprotivivši se slanju djece u logore, pa su svu njemačku djecu mlađu od 16 godina primile u svoje obitelji i skrbili se o njima kao o svojoj djeci.
Šandor je postao samostalna katolička župa od 1956. godine. Prvotna bogomolja za katoličke vjernike nalazila se u policijskoj postaji a bila je posvećena u čast pape sv. Aleksandru. Nova crkva izgrađena je prema nacrtima subotičkog arhitekta Bolte Dulića 1982. godine, a posvećena je Mariji Majci Crkve.
2007., u Šandoru je predsjednik skupštine mjesne zajednice iz redova Demokratskog saveze vojvođanskih Hrvata, jer je ta stranka na razini Srbije u koaliciji s DS-om
Planira se tijekom 2013. otvoriti predškolske skupine na hrvatskom jeziku da bi se pomoglo nastavi na hrvatskom u Osnovnoj školi 'Sveti Sava'.
1. listopada 2020. počele raditi prve jaslice u Srbiji s odgojem na hrvatskom jeziku. Jaslice Marija Petković – Biser su u objektu crkve, odnosno župe Marije Majke Crkve u subotičkom predgrađu Šandoru. Nakon neuspjela pokušaja 2008., te 2019. u Monoštoru, projekt jaslica na hrvatskm napokon je zaživio. Uspjeh je polučila inicijativa s potpisima roditelja i podrškom župnika župe Marije Majke Crkve vlč. Marinka Stantića, koji se godina ma ističe u hrvatskoj zajednici u Bačkoj organiziranjem i realiziranjem programa i projekata za djecu i mladež.
Nakon 19 godina ovo je novi uspjeh za organizatore predškolskog odgoja na hrvatskom u Subotici. 18. listopada 2001. u okviru samostana časnih sestara Kćeri milosrđa Trećeg reda sv. Franje u Skerlićevoj ulici s radom je počeo vrtić s obrazovanjem na hrvatskom jeziku Marija Petković – Sunčica, i to je bio prvi vrtić nakon 2. svjetskog rata u Srbiji u kojem je obrazovanje započelo na hrvatskom jeziku.

## Gospodarstvo
U Šandoru se nalazi nekoliko velikih gospodarskih subjekata, kao što su Bratstvo, Subotička mlekara, Fidelinka i 29. novembar.

## Stanovništvo
U Subotici žive Hrvati (iz skupine Bunjevaca), Mađari i Srbi, a nekad je bila značajna i zajednica Nijemaca.

## Šport
U Šandoru djeluje hrvački klub Aleksandrovo.

## Vanjske poveznice
- Šandor  Arhivirana inačica izvorne stranice od 16. ožujka 2007. (Wayback Machine) na fallingrain.com
- (srp.) Savez Vojvodjanskih Madjara - Pisu o nama  Arhivirana inačica izvorne stranice od 1. listopada 2006. (Wayback Machine) U slavu kruva, Boga i ljudi